# Flemlingen

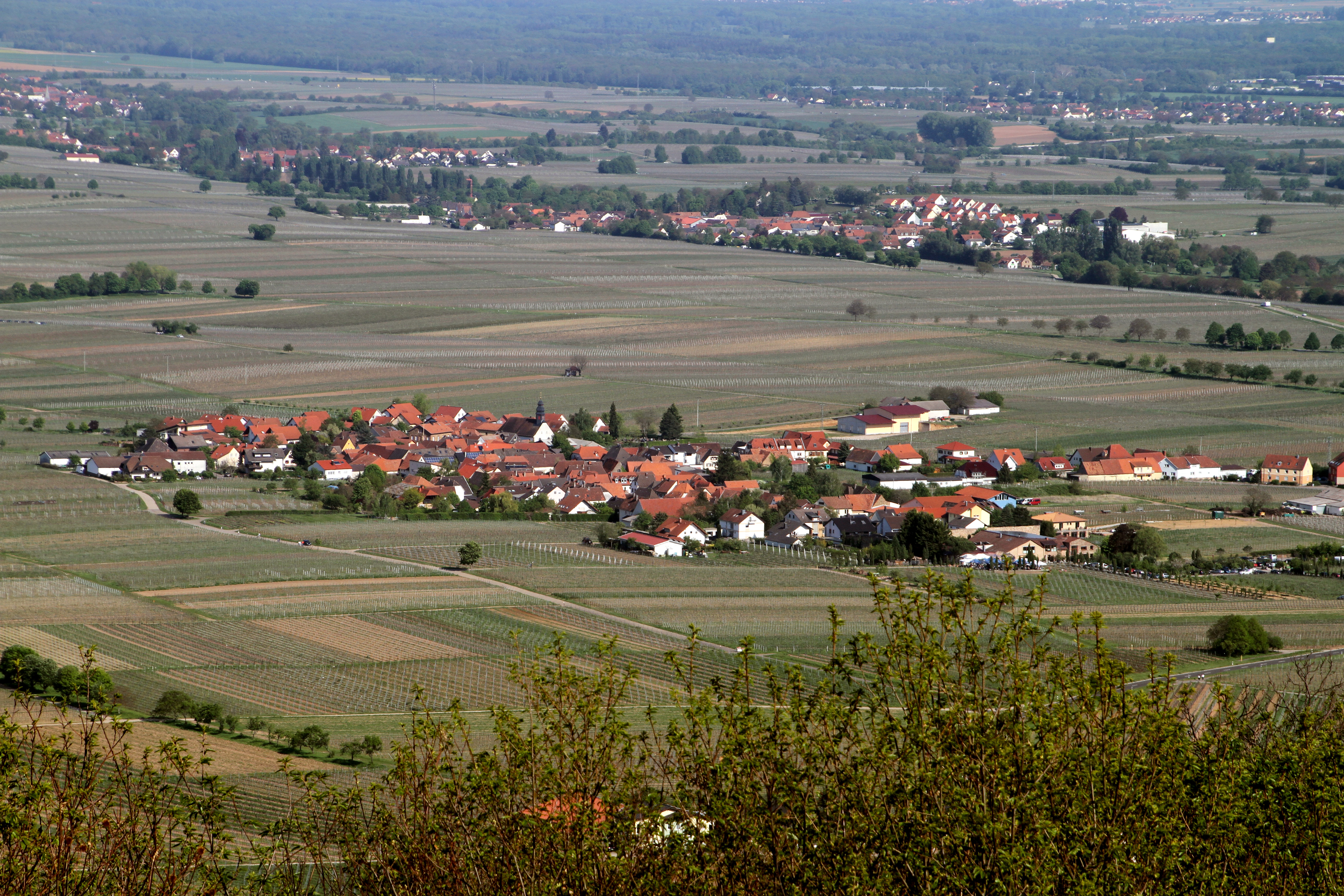
Flemlingen aus der Vogelperspektive

Flemlingen ist eine Ortsgemeinde im Landkreis Südliche Weinstraße in Rheinland-Pfalz. Sie gehört der Verbandsgemeinde Edenkoben an, innerhalb derer sie gemessen an der Einwohnerzahl die zweitkleinste Ortsgemeinde darstellt.

## Geographie

### Lage
Der Ort liegt 8 km südlich von Edenkoben zwischen der Haardt und dem Rhein innerhalb der Region Weinstraße. Zum Gemeindegebiet gehören außerdem zwei Exklaven innerhalb des Pfälzerwaldes. Nachbargemeinden sind – im Uhrzeigersinn – Hainfeld, Roschbach, Walsheim, Böchingen und Burrweiler.

### Erhebungen und Gewässer
Innerhalb der östlichen Waldexklave erhebt sich der Kalkofenberg. Die weiter westlich liegende umfasst die Nordostflanke des 502,4 Meter hohen Kesselberg; außerdem liegt sie am Oberlauf des Eußerbach, der in diesem Bereich Katzenbach heißt.

## Geschichte

### Chronik
767 wird Flemlingen anlässlich einer Schenkung an das Kloster Lorsch erstmals im Lorscher Codex urkundlich erwähnt.  Im 13. Jahrhundert war die Ortschaft Bestandteil der Herrschaft Geisburg. Ab 1279 gehörte der Ort als kaiserliches Lehen einem Ritter von Tan. Nach dem Aussterben des Taner Geschlechts kam Flemlingen 1603 an die Herren von Schönenburg und dreißig Jahre später 1633 kam der Besitz an die Grafen von Trautmansdorf. Im Dreißigjährigen Krieg wurde der Ort wie so viele andere schwer verwüstet. Flemlingen gelang 1675 an die Edlen von der Leyen, die den Ort von nun an als Grafen von der Leyen bis zum Ende des 18. Jahrhunderts besaßen.
Nach 1792 hatten französische Revolutionstruppen die Region besetzt und nach dem Frieden von Campo Formio (1797) annektiert. Von 1798 bis 1814 gehörte das Dorf zum französischen Departement Donnersberg und war dem Kanton Edenkoben zugeordnet und unterstand der Mairie Burrweiler. 1815 hatte die Gemeinde insgesamt 362  Einwohner. Aufgrund der auf dem Wiener Kongress (1815) getroffenen Vereinbarungen und einem Tauschvertrag mit Österreich kam die Region 1816 zum Königreich Bayern. Ab 1818 war die Gemeinde Burrweiler dem Landkommissariat Landau im bayerischen Rheinkreis, später dem Bezirksamt Landau zugeordnet.
Ab 1939 war der Ort Bestandteil des Landkreises Landau in der Pfalz. Nach dem Zweiten Weltkrieg wurde Flemlingen innerhalb der französischen Besatzungszone Teil des damals neu gebildeten Landes Rheinland-Pfalz. Im Zuge der ersten rheinland-pfälzischen Verwaltungsreform wechselte die Gemeinde am 7. Juni 1969 in den neu geschaffenen Landkreis Landau-Bad Bergzabern, der 1978 in Landkreis Südliche Weinstraße umbenannt wurde. 1972 wurde Flemlingen der ebenfalls neu gebildeten Verbandsgemeinde Edenkoben zugeordnet.

### Name
Flemlingen hieß 767 Flameringen und 1250 Vlemeringen oder auch  Vlameringen.  1313 wird der Ort Flemirkeim genannt und 1334 taucht es als Flemeringen auf. Anfang des 19. Jahrhunderts hieß die Gemeinde Flömmlingen . Seit 1825 heißt sie offiziell Flemlingen.

## Religion
2013 waren 64,8 Prozent der Einwohner katholisch und 15,0 Prozent evangelisch. Die übrigen gehörten einer anderen Religion an oder waren konfessionslos. Die Katholiken gehören zum Bistum Speyer, die Evangelischen zur Protestantischen Landeskirche Pfalz.

## Politik

### Gemeinderat
Der Gemeinderat in Flemlingen besteht aus acht Ratsmitgliedern, die bei der Kommunalwahl am 9. Juni 2024 in einer Mehrheitswahl gewählt wurden, und dem ehrenamtlichen Ortsbürgermeister als Vorsitzendem.

### Bürgermeister
Peter Henrich wurde 2009 als Nachfolger von Franz Weber Ortsbürgermeister von Flemlingen. Bei der Direktwahl am 26. Mai 2019 wurde er mit einem Stimmenanteil von 74,70 % und am 9. Juni 2024 als einziger Bewerber mit 77,7 % jeweils für weitere fünf Jahre in seinem Amt bestätigt.

### Wappen
| Wappen von Flemlingen | Blasonierung: „Geteilt und oben gespalten, oben rechts in Rot ein silberner Adler, oben links in Blau ein silberner Pfahl, unten in Silber ein mit den Stollen abwärts gekehrtes blaues Hufeisen.“                                                                                         |
| Wappen von Flemlingen | Wappenbegründung: Es wurde am 19. November 1951 vom Mainzer Innenministerium genehmigt. Das Hufeisen ist das Ortszeichen von Flemlingen. Der Adler erinnert an die Herren von Dahn. Anschließend gehörte der Ort zum Amt Burrweiler der von der Leyen, worauf der silberne Pfahl verweist. |

## Kultur

### Kulturdenkmäler

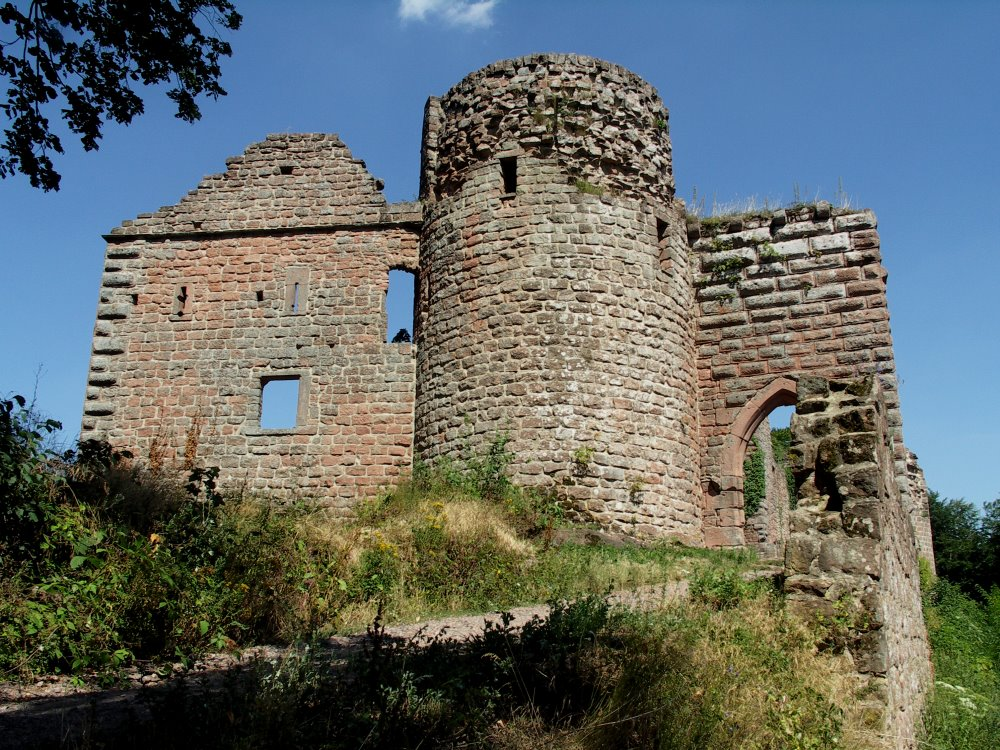
Ruine der Burg Neuscharfeneck

Die innerhalb der östlichen Waldexklave befindliche Ruine der Burg Neuscharfeneck ist als Denkmalzone ausgewiesen. Hinzu komme außerdem insgesamt fünf Einzelobjekte, die unter Denkmalschutz stehen.

### Natur
Einziges Naturdenkmal vor Ort ist das Ensemble Feldkreuz mit Rosskastaniengruppe am Kirchweg. Das gesamte Gemeindegebiet – einschließlich des Bereichs jenseits des Pfälzerwaldes mit Bebauung samt umliegender Weinberge – ist Bestandteil des Naturpark Pfälzerwald, der wiederum zum grenzüberschreitenden Biosphärenreservat Pfälzerwald-Vosges du Nord gehört.

## Wirtschaft und Infrastruktur

### Wirtschaft

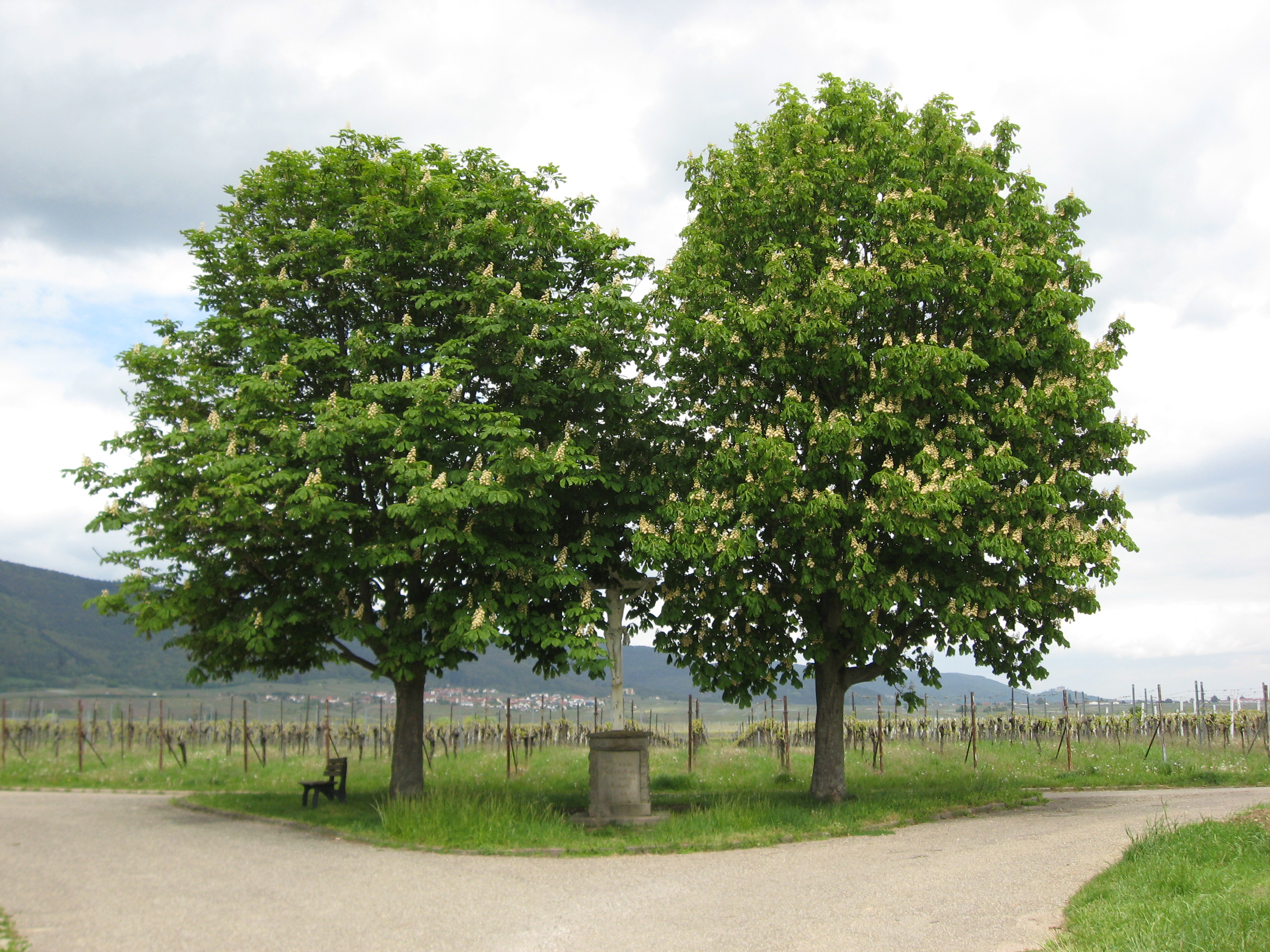
Weinberge auf Gemarkung von Flemlingen

Flemlingen ist ein Winzerort und als solcher Teil des Weinanbaugebiets Pfalz. Vor Ort befinden sich die Einzellagen Herrenbuckel (52,6 ha), Vogelsprung (93,8 ha) und Zechpeter (57,5 ha). Diese gehören zur Großlage Bischofskreuz im Bereich Südliche Weinstraße. Im Zuge der Haingeraide war der Ort an der sogenannten zweiten Haingeraide – alternativ Mittel-Haingeraide genannt – beteiligt, die in der frühen Neuzeit aufgelöst und die teilweise der Gemeinde unterstellt wurde.

### Verkehr
Durch Flemlingen führte von 1913 bis 1953 die Pfälzer Oberlandbahn. Die Gemeinde liegt an der Landesstraße 512, die mitten durch das Siedlungsgebiet führt. Der Ort ist über die Buslinie 501 des Verkehrsverbundes Rhein-Neckar an das Nahverkehrsnetz angebunden, die nach Landau und Neustadt an der Weinstraße führt.

### Tourismus
Auf Gemarkung der östlichen Waldexklave befindet sich die Landauer Hütte des Pfälzerwaldvereins.

## Ehrenbürger
- Franz Weber